# Henry-Fawcett-Statue

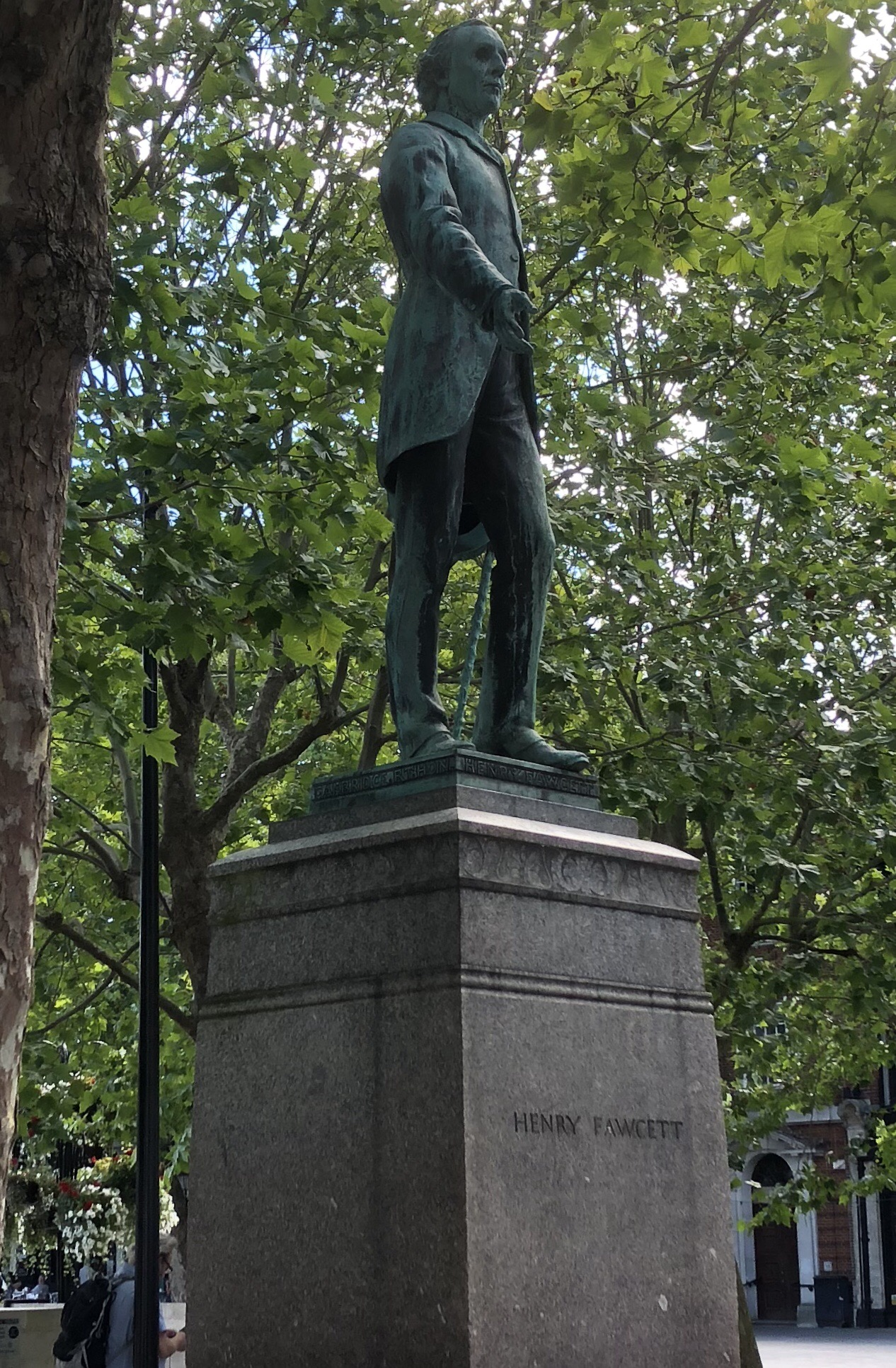
Henry-Fawcett-Statue, 2019

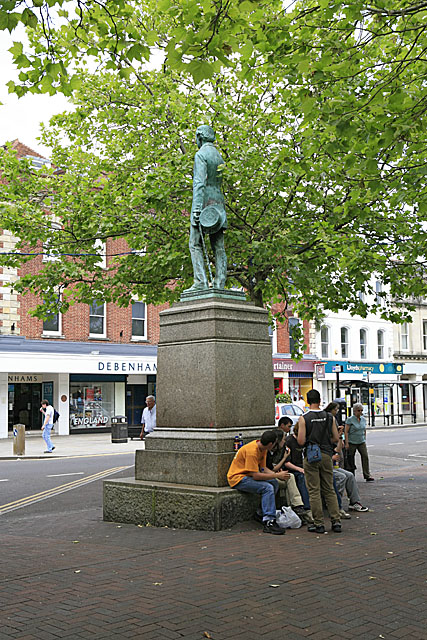
Rückseite, 2006

Die Henry-Fawcett-Statue ist ein denkmalgeschütztes Denkmal für den englischen Politiker und Volkswirt Henry Fawcett (1833–1884) in Salisbury in England.
Es befindet sich im Ortszentrum von Salisbury an der Nordseite des Marktplatzes der Stadt.
Das Denkmal besteht aus einer lebensgroßen, Henry Fawcett darstellenden Bronzestatue. Sie wurde vom Bildhauer Henry Richard Hope-Pinker geschaffen und 1887 aufgestellt. Die nach Norden, vom Marktplatz weg schauende Statue steht auf einer Stele aus poliertem Granit, die ihrerseits auf einem gestuften Sockel ruht. Auf der Nordseite der Granitstele befindet sich die Inschrift Henry Fawcett.
Die Statue ist seit dem 12. Oktober 1972 als Denkmal gelistet und wird als Bauwerk von nationaler Bedeutung und speziellem Interesse in der Kategorie Grad II der englischen Denkmalliste geführt.